# Автомагістраль А27 (Франція)
Автомагістраль A27 — це безкоштовна автотраса на півночі Франції, приблизно 9,7 кіломтерів довжиною. Вона є частиною європейського маршруту E42.

## Список розв'язок

A27 на півночі Франції

|                              |                  |                   |
| (Очікувані) номери розв'язок | Виїзди на північ | Виїзди на південь |
| 1                            | A22 і N227       | A22               |
| 2                            | A23              |                   |
|                              | Безьє            |                   |